# Mycteropoidea
Mycteropoidea é uma superfamília extinta de euriptéridos, um grupo extinto de artrópodes quelicerados comumente conhecidos como "escorpiões marinhos". É uma das quatro superfamílias classificadas como parte da subordem Stylonurina [en]. Micteropoides foram recuperados da Europa, Rússia, América do Sul e África do Sul. Os espécimes de micteropoides são frequentemente fragmentários, tornando difícil estabelecer relações entre os táxons incluídos. Apenas dois táxons de micteropoides são conhecidos a partir de restos razoavelmente completos, Hibbertopterus scouleri e Hibbertopterus wittebergensis.
Micteropoides eram grandes e bizarros euriptéridos encontrados do Siluriano Inferior até o final do período Permiano. Eles eram alimentadores de varredura, habitando pântanos de água doce e rios, alimentando-se ao rastelar o sedimento macio com lâminas em seus apêndices anteriores para capturar pequenos invertebrados. Sua morfologia era tão incomum que foram considerados uma ordem separada da Eurypterida. Trabalhos recentes, no entanto, os confirmam como membros derivados da subordem Stylonurina, com o gênero Drepanopterus [en] sendo um membro basal de sua superfamília.
Micteropoides são importantes na história evolutiva dos euriptéridos como o último grupo de euriptéridos a experimentar uma radiação significativa na diversidade em nível de gênero (durante o Devoniano Superior e o Carbonífero), bem como por serem os últimos membros sobreviventes conhecidos do grupo, extinguindo-se durante o evento de extinção Permiano-Triássico.

## Descrição

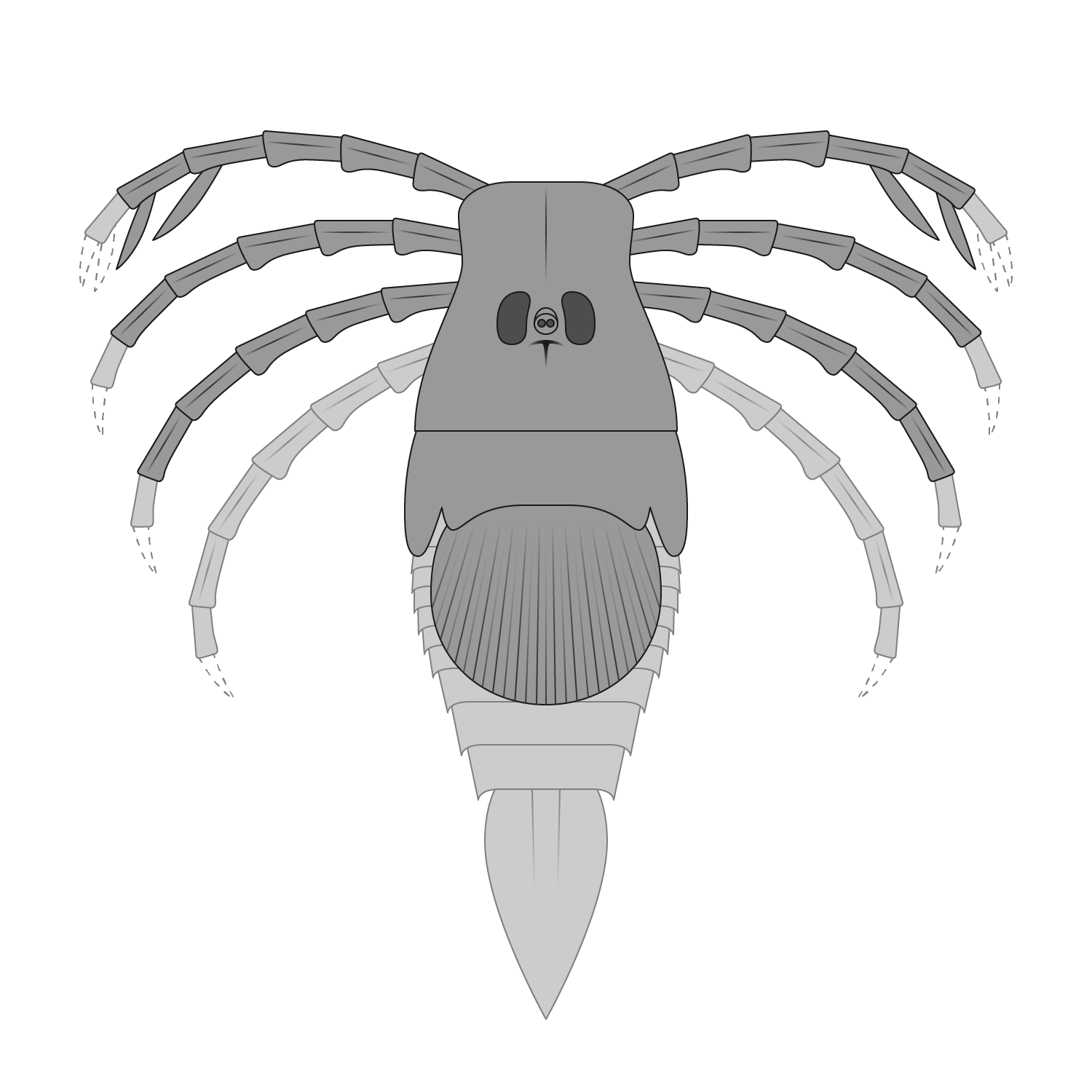
Reconstrução do Megarachne, um en que antes se pensava ser uma aranha gigante.

Micteropoides são diagnosticados como stylonurinos [en] com uma fenda posterior no metastoma e lentes arredondadas sobre os olhos laterais, além de terem apêndices prossomais anteriores modificados para alimentação por varredura.
Estratégias de alimentação por varredura evoluíram independentemente em duas das quatro superfamílias de stylonurinos, a Stylonuroidea [en] e a Mycteropoidea. Em ambas as superfamílias, as adaptações a este estilo de vida envolvem modificações nos espinhos de seus apêndices prossomais anteriores para rastelar o substrato de seus habitats. Os stylonuroides têm espinhos fixos nos apêndices II-IV que poderiam ter sido usados como redes de arrasto para rastelar os sedimentos e, assim, emaranhar qualquer coisa em seu caminho. Micteropoides mostram adaptações ainda mais extremas para um estilo de vida de alimentação por varredura.
Eles possuem lâminas nos apêndices prossomais II-III (e IV dentro dos Hibbertopteridae), muito distintas de espinhos achatados como em kokomopteroide [en] Hallipterus [en], sendo lateralmente expandidas com uma terminação romba e arredondada que possui cerdas sensoriais. A função tátil destas pode ter permitido aos micteropoides selecionar presas dos sedimentos de uma forma que os stylonuroides não podiam.
Em  micteroptídeos, os apêndices II e III eram usados para a captura de presas, enquanto hibbertoptéridos [en] também usavam o apêndice IV, mantendo também seu uso como uma perna para caminhar. As coxas em Hibbertopterus são reduzidas, levando a parte do processo de mastigação dos alimentos a ser assumida pelas ládenas (placas que cobrem as coxas). Algumas espécies de Hibbertopterus têm adaptações ainda maiores para a alimentação por varredura do que outros micteropoides, com suas lâminas modificadas em raques semelhantes a pentes que poderiam prender presas menores ou outras partículas de comida orgânica. Com suas coxas sendo grandes, é provável que algumas espécies de Hibbertopterus também se alimentassem de invertebrados relativamente grandes quando capazes.

## Sistemática e gêneros

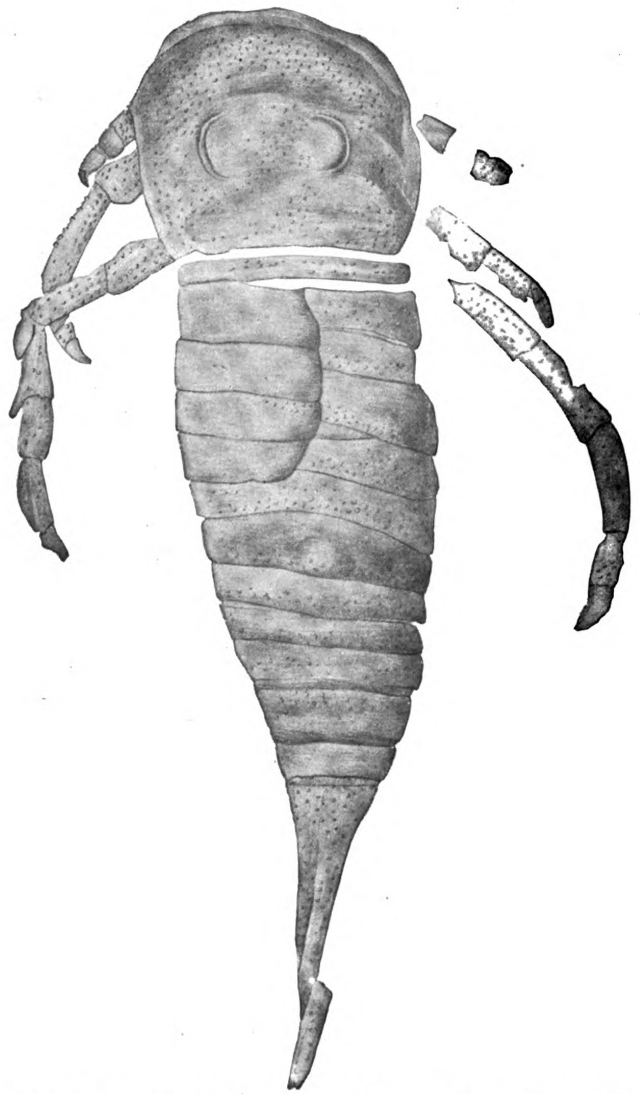
Fóssil de en, o mais antigo e mais basal dos mictéropoides conhecidos

Micteropoides são tão derivados e incomuns que sua morfologia única ocasionalmente levou pesquisadores a colocá-los como uma ordem separada da Eurypterida. Pesquisas recentes, no entanto, os resolvem como um grupo-irmão de Kokomopteroidea [en], unidos por uma crista mediana na carapaça entre os olhos laterais e um espessamento distal nos podômeros dos apêndices prossomais, dentro da subordem Stylonurina [en] de euriptéridos.
Drepanopterus [en], o único membro da família Drepanopteridae [en], foi resolvido como um grupo-irmão de todos os outros micteropoides e é também o membro mais antigo conhecido do grupo, ocorrendo do Siluriano Inferior ao Devoniano Superior. Drepanopterus também compartilha certas características com os kokomopteroides (como ter um telson clavado) e outros micteropoides (um metastoma com fenda posterior e ter lâminas nos apêndices prossomais anteriores). Outros micteropoides são classificados em uma de duas famílias, Hibbertopteridae [en] ou  Mycteroptidae. Hibbertopteridae e Mycteropidae são unidas pela posse de um telson hastado com quilhas ventrais pareadas e um ornamento cuticular consistindo de escamas ou mucros.
Pensa-se que vários gêneros dentro de Mycteropoidea possam representar diferentes estágios ontogenéticos. Embora mais trabalho seja necessário para confirmar ou refutar tais hipóteses, um exemplo é a sugestão de que quase todos os membros de Mycteroptidae (Megarachne, Mycterops [en] e Woodwardopterus [en]) possam representar estágios ontogenéticos de um único gênero, Mycterops.
Superfamília Mycteropoidea Cope, 1886
- Família Drepanopteridae [en] Kjellesvig-Waering, 1966
  - Drepanopterus [en] Laurie, 1892
- Família Hibbertopteridae [en] Kjellesvig-Waering, 1959
  - Hibbertopterus Kjellesvig-Waering, 1959
  - Campylocephalus Eichwald, 1860
  - Vernonopterus Waterston, 1957
- Família  Mycteroptidae Cope, 1886
  - Mycterops [en] Cope, 1886
  - Woodwardopterus [en] Kjellesvig-Waering, 1959
  - Megarachne Hünicken, 1980
  - Hastimima [en] White, 1908